# ادیسون (دهانه)
ادیسون یک دهانه برخوردی در ماه‌ است.

## دهانه‌های اقماری
این دهانه ۱ دهانه اقماری دارد.
| Edison | عرض جغرافیایی | طول جغرافیایی | قطر          |
| ------ | ------------- | ------------- | ------------ |
| T      | ۲۴.۷° N       | ۹۷.۱° E       | ۴۸.۰ کیلومتر |